# Francisco Zapata Bello
Francisco Zapata Bello (* 10. September 1948 in Caracas) ist ein venezolanischer Komponist, Dirigent und Gitarrist.

## Leben
Zapata studierte bis 1977 an der Musikschule von Caracas bei Manuel Enrique Pérez Díaz, danach bis 1980 in Madrid und Tilburg. Er war Kompositionsschüler von Modesta Bor, Inocente Carreño, Yannis Ioannidis, Antonio Mastrogiovanni, Raimundo Pereira, Francisco Rodrigo und Héctor Tosar und studierte Chor- und Orchesterleitung bei Michel Eustache Vilaire, Alberto Grau und Gonzalo Castellanos Yumar.
Von 1992 bis 1996 produzierte und leitete er die Radio-Show La Guitarra, seitdem in Caracas die Show Entre cuerdas. Er ist Dirigent des von ihm gegründeten Vokalensembles Entre Voces und unterrichtet und unterrichtet Chorleitung und Gitarre an der Musikschule Prudencio Esaá.
Er erhielt unter anderem den Premio José Clemente Laya für Kammermusik (1982), den Premio municipal de Música Sinfónica (1987) und den zweiten Preis im Concurso de Música Coral a Cappella (1990).

## Werke
- Suite anacrónica für Gitarre, 1980–90
- Cuarteto para Cuerdas No. 1, 1981
- Valse grotesco für zwei Klaviere, 1983
- Densidades für großes Orchester, 1983–86
- Díptico für gemischten Chor (Text von Federico García Lorca), 1984
- Antagonismosfür Klavier, 1984
- El Secuestro de la Mujer de Antonio für Tänzer, Sprecher, gemischten Chor und großes Orchester, 1984–88
- El Mar für gemischten Chor (Text von Vicente Aleixandre), 1986
- Merenguasa für Klavier, 1987
- Ave María für gemischten Chor, 1988
- Cinco Momentos en la Luna de Fausto für großes Orchester, 1992–94
- Missa brevis für gemischten Chor, 1993
- Cuarteto para Cuerdas No. 2, 1995
- Variantes Suite für Gitarre, 1997–98
- Cuatro Danzas für Gitarre, 1999
- Preludio y Fuga Modal für Streichorchester, 1999
- Tres Piezas populares venezolanas für Gitarre, 1999–2002
- Preludio Coral y Variaciones fugadas sobre ‘El San Pedro’ für drei Stimmen, 2001